# Radicaal 177
Van de in totaal 214 Kangxi-radicalen heeft radicaal 177 de betekenis leer en vacht of pels. Het is een van de elf radicalen die bestaat uit negen strepen.
In het Kangxi-woordenboek zijn er 305 karakters die dit radicaal gebruiken.

## Karakters met het radicaal 177

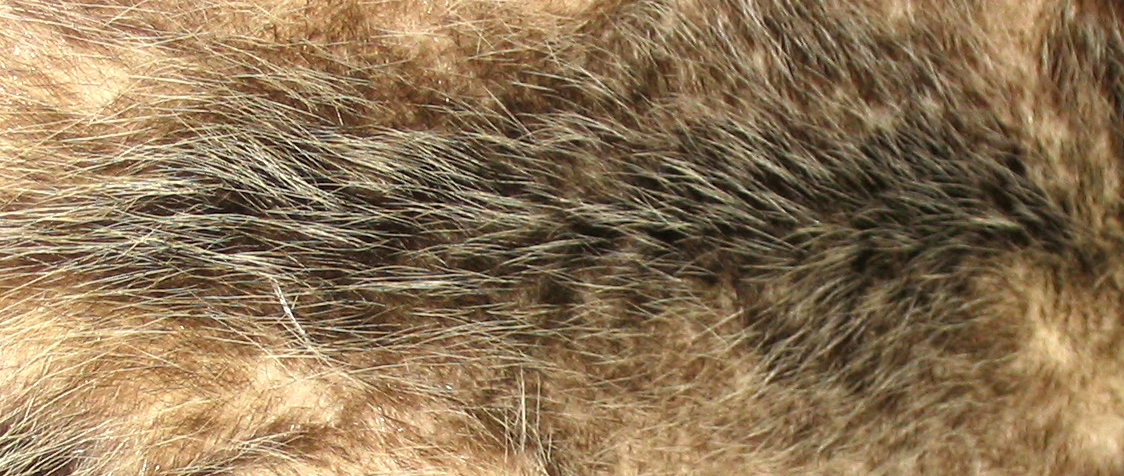
Bont van een opossum (buidelrat).

| Strepen | Karakter                                                 |
| ------- | -------------------------------------------------------- |
| + 0     | 革                                                       |
| + 2     | 靪                                                       |
| + 3     | 靫 靬 靭 靮 靯 靰 靱                                     |
| + 4     | 靲 靳 靴 靵 靶 靷 靸 靹                                  |
| + 5     | 靺 靻 靼 靽 靾 靿 鞀 鞁 鞂 鞃 鞄 鞅 鞆                   |
| + 6     | 鞇 鞈 鞉 鞊 鞋 鞌 鞍 鞎 鞏 鞐 鞑 鞒                      |
| + 7     | 鞓 鞔 鞕 鞖 鞗 鞘 鞙                                     |
| + 8     | 鞚 鞛 鞜 鞝 鞞 鞟 鞠 鞡                                  |
| + 9     | 鞢 鞣 鞤 鞥 鞦 鞧 鞨 鞩 鞪 鞫 鞬 鞭 鞮 鞯 鞰 鞱 鞲 鞳 鞴 |
| + 10    | 鞵 鞶 鞷                                                 |
| + 11    | 鞸 鞹 鞺 鞻                                              |
| + 12    | 鞼 鞽 鞾 鞿                                              |
| + 13    | 韀 韁 韂 韃                                              |
| + 14    | 韄 韅                                                    |
| + 15    | 韆 韇 韈                                                 |
| + 17    | 韉                                                       |
| + 21    | 韊                                                       |